# ピエトラペルトーザ
ピエトラペルトーザ（イタリア語: Pietrapertosa）は、イタリア共和国バジリカータ州ポテンツァ県にある、人口約1,000人の基礎自治体（コムーネ）。

## 地理

### 位置・広がり

#### 隣接コムーネ
隣接するコムーネは以下の通り。括弧内のMTはマテーラ県所属を示す。
- アッチェットゥーラ (MT)
- アルバーノ・ディ・ルカーニア
- カンポマッジョーレ
- カステルメッツァーノ
- チリリアーノ (MT)
- コルレート・ペルティカーラ
- ゴルゴリオーネ (MT)
- ラウレンツァーナ

## 文化・観光
「イタリアの最も美しい村」クラブ加盟コムーネである。